# غابرييل كاري
غابرييل كاري (بالإنجليزية: Gabrielle Carey)‏ هي كاتبة سير ذاتية أسترالية، ولدت في 10 يناير 1959.

## وصلات خارجية
- غابرييل كاري على موقع IMDb (الإنجليزية)
- غابرييل كاري على موقع قاعدة بيانات الفيلم (الإنجليزية)